# باغوکناره
باغوکناره، روستایی است از توابع بخش مرکزی شهرستان بندر گز در استان گلستان ایران.

## جمعیت
این روستا در دهستان انزان شرقی قرار دارد و براساس سرشماری مرکز آمار ایران در سال ۱۳۸۵، جمعیت آن ۱۲۰۹ نفر (۳۰۱خانوار) بوده‌است.